# Armoriale dei comuni dell'Aveyron
Questa pagina contiene le armi (stemma e blasonatura) dei comuni dell'Aveyron.
| Stemma | Nome del comune e blasonatura |
| ------ | --- |
|        | Agen-d'Aveyron De sinople à une crosse d'évêque accompagnée à dextre d'un léopard lionné contourné et à senestre d'un chêne arraché, tous d'or; au mantel ondé d'argent chargé d'une croix cléchée d'or, pommetée de douzes pièces de sable, accompagnée de deux gerbes de blé de sable (di verde, al pastorale da vescovo accompagnato a destra da un leopardo illeonito rivoltato e a sinistra da una quercia sradicata, il tutto d'oro; al mantello ondato d'argento, caricato da una croce a chiave d'oro, pomettata di dodici pezzi di nero, accompagnata da due covoni di grano di nero)                                                                                               |
|        | Arvieu Taillé, au premier d'azur à une croix de Malte d'or; au deuxième de gueules au lion d'or (tagliato: nel 1° d'azzurro, alla croce di Malta d'oro; nel 2° di rosso, al leone d'oro) |
|        | Aubin De gueules au lion d'or, au chef cousu de sable chargé d'un pic et d'un marteau passés en sautoir d'argent, emmanchés d'or et surchargés d'une lampe de mineur d'argent allumée de gueules. (di rosso, al leone d'oro; al capo cucito di nero caricato da un piccone e un martello d'argento passati in decusse, manicati d'oro e sovraccaricati da una lampada da minatore d'argento illuminata di rosso) |
|        | Aurelle-Verlac d'azur à un coquillage d'or, accompagné en chef de deux étoiles aussi d'or et en pointe de 5 mouchetures d'hermine d'argent rangées en fasce (d'azzurro, alla conchiglia d'oro, accompagnata in capo da due stelle (5) pure d'oro e in punta da 5 moscature d'armellino d'argento ordinate in fascia) |
|        | Belcastel D'or à la fasce d'azur (d'oro, alla fascia d'azzurro) |
|        | Belmont-sur-Rance De sinople au mur d'enceinte crénelé d'argent maçonné de sable, mouvant de la pointe et des flancs, ouvert du champ, sommé de deux tourelles aussi d'argent maçonnées aussi de sable, l'ouverture chargée d'une mitre d'or; ledit mur surmonté, entre les deux tourelles, d'une couronne de vicomte du même perlée d'argent (di verde, al muro di cinta merlato d'argento, murato di nero, movente dalla punta e dai fianchi, aperto del campo, cimato da due torri pure d'argento, murate anch'esse di nero, l'apertura caricata da una mitria d'oro; detto muro sormontato, fra le due torri, da una corona da visconte dello stesso, perlata d'argento)                 |
|        | Bertholène De sable au lévrier d'argent accolé du même, à la bordure componée d'argent et de sable (di nero, al levriere d'argento, collarinato dello stesso; alla bordura composta d'argento e di nero) |
|        | Boisse-Penchot D'or à la branche de buis de sinople (d'oro al ramo di bosso di verde) |
|        | Bozouls Tiercé en pairle : au premier d'azur aux trois fleurs de lys d'or, au deuxième de gueules au léopard lionné d'or, au troisième barré d'or et de gueules de six pièces (interzato in pergola: nel 1° d'azzurro a tre gigli d'oro; nel 2° di rosso al leopardo illeonito d'oro; nel 3° sbarrato d'oro e di rosso) |
|        | Broquiès De gueules au léopard lionné d'or (di rosso, al leopardo illeonito d'oro). Questo comune usa lo stemma del dipartimento dell'Aveyron |
|        | Brusque D'or à deux chevaux cabrés affrontés de sable (d'oro a due cavalli spaventati affrontati di nero) |
|        | Camarès De gueules au pont de trois arches d'argent posé sur des ondes du même mouvant de la pointe, au chef cousu d'azur chargé de trois fleurs de lys d'or (di rosso, al ponte di tre archi d'argento, posto su onde dello stesso movente dalla punta; al capo cucito d'azzurro, caricato di tre gigli d'oro) |
|        | Campagnac De gueules aux deux crosses d'argent passées en sautoir, cantonnées de quatre gerbes de blé d'or, au besant d'argent brochant sur le tout chargé d'un mouton d'azur (di rosso, a due pastorali d'argento passati in decusse, accantonati da quattro covoni di grano d'oro, al bisante d'argento, attraversante sul tutto, caricato di una pecora d'azzurro) |
|        | Campouriez D'azur à trois balances d'or posées 2 et 1, surmontées d'une burelle du même. (d'azzurro, a tre bilance d'oro poste 2 e 1, sormontate da una burella dello stesso) |
|        | Capdenac-Gare De gueules à un vieux pont de trois arches d'argent sur une onde du même, surmonté d'un léopard lionné d'or; chapé fascé d'or et de sinople de six pièces. (di rosso, al ponte vecchio di tre archi d'argento su on'onda dello stesso, cimato da un leopardo illeonito d'oro; cappato fasciato d'oro e di verde) |
|        | Cassagnes-Bégonhès Coupé : au premier parti au I de gueules au léopard lionné d'or et au II d'argent au lion de gueules, au second d'argent au lion de sable (troncato: nel 1° partito di rosso, al leopardo illeonito d'oro, e d'argento, al leone di rosso; nel 2° d'argento al leone di nero) |
|        | Compeyre D'azur aux trois lettres P capitales d'or, surmontées de trois fleurs de lys du même rangées en chef (d'azzurro, a tre lettere P maiuscole d'oro, sormontate da tre gigli dello stesso ordinati nel capo) |
|        | Conques De gueule aux trois coquilles d'argent accompagnées en cœur d'un pairle alésé d'or (di rosso, a tre conchiglie d'argento accompagnate da una pergola scorciata d'oro posta in cuore) |
|        | Cornus Parti de gueules et d'argent à la tour donjonnée de trois pièces, brochant de l'un en l'autre, soutenue à dextre d'un léopard lionné d'or et à senestre d'un lion de gueules, le tout sommé d'un chef d'azur chargé de trois colombes d'argent, becquées et membrées de gueules (partito di rosso e d'argento, alla torre torricellata di tre pezzi, attraversante dall'uno all'altro, sostenuta a destra da un leopardo illeonito d'oro e a sinistra da un leone di rosso, il tutto cimato da un capo d'azzurro caricato di tre colombe d'argento, imbeccate e membrate di rosso) |
|        | Curières D'azur au lévrier courant d'argent, colleté d'or (d'azzurro, al levriere corrente d'argento, collarinato d'oro) |
|        | Decazeville De gueules à deux hauts fourneaux d'or, accouplés, les récupérateurs au centre, leur tuyauterie de sinople, accompagnés en pointe d'une foi d'argent parée d'or, au chef d'argent chargé de trois lampes anciennes de mineur de sable allumées de gueules (di rosso, a due alti fornelli d'oro, accoppiati, con i recuperatori al centro, con le tubazioni di verde, accompagnati in punta da una fede d'argento vestita d'oro, al capo d'argento caricato di tre antiche lampade da minatore di nero illuminate di rosso) |
|        | Entraygues-sur-Truyère Parti de sinople et de gueules au chevron renversé brochant d'argent, accompagné en chef d'une tour du même brochant sur la partition, et de deux ponts aussi d'argent, brochant sur le chevron, l'un en chef à dextre, l'autre en pointe à senestre (partito di verde e di rosso, allo scaglione rovesciato d'argento, attraversante, accompagnato in capo da una torre dello stesso, attraversante sulla partizione, e da due ponti pure d'argento, attraversanti sullo scaglione, l'uno nel capo a destra e l'altro in punta a sinistra) |
|        | Espalion d'or au lion de gueules tenant en sa gueule une épée du même (d'oro, al leone di rosso tenente in gola una spada dello stesso) |
|        | Estaing d'azur, aux trois fleurs-de-lys d'or, au chef du même (d'azzurro, a tre gigli d'oro; al capo dello stesso) |
|        | Golinhac Écartelé, au premier et quatrième : de sable à trois tours rangées d'argent, celle du milieu plus haute et ouverte de sinople, celle de senestre, ayant suspendu un cor de chasse d'argent; au deuxième et troisième: de gueules à un chien d'argent; au chef cousu d'azur chargé de trois étoiles d'or. (inquartato: nel 1° e 4° di nero, a tre torri ordinate in fascia d'argento, quella di mezzo più alta e aperta di verde, quella di sinistra porta sospeso un corno da caccia; nel 2° e 3° di rosso, al cane d'argento; al capo cucito d'azzurro, caricato di tre stelle (5) d'oro)                                                                                          |
|        | L'Hospitalet-du-Larzac D'argent au mors renversé de sable enfermant une croisette pattée de gueules, soutenu d'une fleur de lys d'azur; au chef du même chargé de trois étoiles d'or (d'argento, al morso rovesciato di nero che rinserra una crocetta patente di rosso, sostenuto da un giglio d'azzurro; al capo dello stesso aricato di tre stelle d'oro) |
|        | Laguiole Écartelé, au premier et au quatrième de gueules au griffon d'or ; au deuxième et au troisième, de gueules au sautoir d'argent cantonné de quatre clés du même. (inquartato: nel 1° e 4° di rosso, al grifone d'oro; nel 2° e 3° di rosso, al decusse d'argento accantonato da quattro chiavi dello stesso) |
|        | Laissac Parti : au premier de gueules au léopard lionné d'or, au second aussi de gueules à la croix cléchée, vidée et pommetée de douze pièces d'or ; le tout sommé d'un chef d'argent chargé de quatre pals de gueules (partito: nel 1° di rosso, al leopardo illeonito d'oro; nel 2° pure di rosso, alla croce ritrinciata, vuota e pomettata di dodici pezzi d'oro; il tutto al capo d'argento caricato di quattro pali di rosso) |
|        | Lanuéjouls de gueules au léopard lionné d'or accompagné de six besants de même rangés en orle (di rosso, al leopardo illeonito d'oro accompagnato da sei bisanti, tre ordinati in fascia nel capo, uno a destra, uno a sinistra e uno in punta) |
|        | Lassouts D'azur à trois rocs d'échiquier d'argent. (d'azzurro, a tre rocchi d'argento) |
|        | Maleville D'or aux trois cloches d'azur (d'oro, a tre campane d'azzurro) |
|        | Marcillac-Vallon De gueules au lion issant d'or, tenant une grappe de raisin du même, au chef parti au I d'azur semé de fleurs de lys d'or au chef du même et au II d'argent au sautoir de gueules (di rosso, al leone uscente d'oro, tenente un grappolo d'uva dello stesso; al capo partito: nel 1° d'azzurro seminato di gigli d'oro, al capo dello stesso, nel 2° d'argento al decusse di rosso) |
|        | Millau D'or à quatre pals de gueules, au chef d'azur chargé de trois fleurs de lys d'or (d'oro, a quattro pali di rosso, al capo d'azzurro caricato di tre gigli d'oro) |
|        | Montbazens De gueules au lion d'argent, la queue fourchée, surmonté d'un croissant versé du même et soutenu d'une étoile d'or (di rosso, al leone d'argento, con la coda forcuta, sormontato da un crescente riversato dello stesso e sostenuto da una stella d'oro) |
|        | Montézic De gueules à la porte de ville crénelée de trois pièces d'or, maçonnée de sable, ouverte du champ, senestrée d'un léopard lionné d'or soutenus du nom "MONTEZIC" en lettres capitales du même; au chef coupé au I à la représentation d'un lac d'azur au rivage de sinople en chef, au II d'or maçonné de sable de trois tires. (di rosso alla porta di città merlata di tre pezzi d'oro, mattonata di nero, aperta del campo, sinistrata da un leopardo illeonito d'oro, sostenuti dal nome "MONTEZIC" in lettere maiuscole dello stesso; al capo troncato al 1º alla rappresentazione di un lago d'azzurro alla riva di verde in capo, al 2º d'oro mattonato di nero di tre file) |
|        | Montjaux Tiercé en pairle renversé : au premier de gueules au léopard lionné d'or, au deuxième d'argent à la tour d'azur ouverte et ajourée du champ, au troisième de sinople au dolmen d'argent (interzato in pergola rovesciata: nel 1° di rosso, al leopardo illeonito d'oro; nel 2° d'argento, alla torre d'azzurro aperta e finestrata del campo; nel 3° di verde, al dolmen d'argento) |
|        | Moyrazès D'azur à la branche de rosier de sinople, fleurie de trois pièces de gueules. (d'argento, al tralcio di rose di verde, fiorito di tre pezzi di rosso) |
|        | Mur-de-Barrez D'azur à l'écusson fuselé d'argent et de gueules, accompagné de trois tours d'argent (d'azzurro, allo scudetto fusato d'argento e di rosso, accompagnato da tre torri d'argento) |
|        | Najac De gueules, à la tour d'argent, au chef cousu d'azur, à trois fleurs de lys d'or (di rosso, alla torre d'argento; al capo cucito d'azzurro caricato di tre gigli d'oro) |
|        | Nant D'argent à la rivière ondée de sinople posée en bande, chargée de trois batelets d'or (d'argento, al fiume ondato di verde posto in banda, caricato di tre battelli d'oro) |
|        | Naucelle Parti, au premier, d'azur à deux crosses adossées d'or à la bordure de même ; au deuxième d'or au château à 3 tours de sable ouvert d'or, à la bordure crénelée de sable (partito: nel primo d'azzurro, a due pastorali addossati d'oro, alla bordura dello stesso; nel 2° d'oro, al castello di tre torri di nero aperto del campo, alla bordura merlata di nero) |
|        | Peyreleau D'azur au trois pommes de pin d'or, au chef du même (d'azzurro, a tre pigne d'oro, al capo dello stesso) |
|        | Peyrusse-le-Roc D'azur au lion d'argent, au chef cousu de gueules chargé de trois besants d'or (d'azzurro, al leone d'argento, al capo cucito di rosso caricato di tre bisanti) |
|        | Pont-de-Salars De sinople au pont d'une arche d'argent sur une rivière fascée ondée d'argent et d'azur de six pièces, surmonté d'un écusson d'or chargé d'un mors de sable à l'antique et au chef de gueules chargé de trois tiercefeuilles d'argent, ledit écusson accosté de deux truites adossées d'argent et courbées en pal (di verde, al ponte di un arco d'argento, su una riviera fasciata ondata d'argento e d'azzurro di sei pezzi, sormontato da uno scudetto d'oro, caricato d'un morso di nero all'antica, con il capo di rosso, caricato di tre trefoglie d'argento, esso scudetto accostato da due trote addossate d'argento e curve in palo.)                                |
|        | Réquista Parti : au premier d'or au léopard lionné contourné de gueules, au second aussi d'or au lion de gueules ; le tout sommé d'un chef de sable chargé de quatre flammes d'or (partito: nel 1° d'oro al leopardo illeonito rivoltato di rosso; nel 2° pure d'oro, al leone di rosso; il tutto cimato da un capo di nero caricato di quattro fiamme d'oro) |
|        | Rieupeyroux tiercé en pairle, au 1 d'azur au trois fleurs de lys d'or,au 2 de gueules à la crosse d'or, au 3 d'or à la mitre de gueules (interzato in pergola: nel 1° d'azzurro, a tre gigli d'oro; nel 2º di rosso, al pastorale d'oro; nel 3º d'oro, alla mitria di rosso) |
|        | Rignac D'azur au lion d'or accompagné de cinq canettes d'argent ordonnées en orle (d'azzurro, al leone d'oro accompagnato da cinque anatrelle d'argento ordinate in orlo) |
|        | Rodez De gueules aux trois roues d'or, au chef cousu d'azur, à trois fleurs de lys d'or (di rosso, a tre ruote d'oro, al capo cucito d'azzurro caricato di tre gigli d'oro) |
|        | Roquefort-sur-Soulzon D'argent à la tour de sable, ouverte et ajourée du champ, adextrée en chef d'une croix fleurdelisée au pied fiché aussi de sable (d'argento, alla torre di nero, aperta e finestrata del campo, addestrata nel capo da una croce fiordalisata dal piede aguzzo di nero) |
|        | Saint-Affrique D'or à la croix fleurdelysée d'azur chargée en pointe d'un croissant du même, au chef aussi d'azur chargé de trois fleurs de lys du champ (d'oro, alla croce fiordalisata d'azzurro caricata in punta da un crescente dello stesso, al capo pure d'azzurro caricato da tre gigli del campo) |
|        | Saint-Amans-des-Cots Parti: au premier de gueules au léopard lionné d'or, au second d'argent aux trois tours de sable crénelées d'azur; le tout sommé d'un chef de gueules chagé d'une mitre d'argent accostée d'une croix épiscopale tréflée en bande et d'une crosse contournée en barre, le tout d'or mouvant de la répartition (partito: nel 1° di rosso, al leopardo illeonito d'oro; nel 2° d'argento, a tre torri di nero merlate d'azzurro; al capo di rosso, caricato da una mitra d'argento accostata da una croce episcopale trifogliata posta in banda e da un pastorale rivoltato posto in sbarra, il tutto d'oro movente dalla partizione)                                     |
|        | Saint-Beauzély D'argent au chevron de sable, soutenu d'une tour donjonnée de trois pièces du même; au chef de gueules chargé d'une harpe d'or accostée de deux cordelières du champ (d'argento, allo scaglione di nero, sostenuto da una torre torricellata di tre pezzi dello stesso; al capo di rosso, caricato da un'arpa d'oro accostata da due cordelliere del campo) |
|        | Saint-Chély-d'Aubrac d'azur à la mitre d'argent, accostée de deux navettes d'or, les bobines de gueules; au chef cousu du même chargé d'une croisette de Malte aussi d'argent, accostée de deux coquilles aussi d'or (d'azzurro, alla mitra d'argento, accostata da due navette d'oro, con le bobine di rosso; al capo cucito dello stesso caricato da una crocetta di Malta pure d'argento, accostata da due conchiglie pure d'oro) |
|        | Saint-Félix-de-Sorgues Parti à dextre, de gueules et d'un peigne à carder d'or, et à senestre, d'azur, au pont gothique d'argent sur des fasces ondées et alternées d'azur et d'argent. Au chef de gueules à la croix d'argent. Le tout surmonté d'une couronne murale, à trois tours, celle du centre ouverte dans les remparts (partito: nel 1° di rosso, al pettine per cardare d'oro; nel 2° d'azzurro, al ponte gotico d'argento su fasce ondate alternate d'azzurro e d'argento; al capo di rosso, alla croce d'argento) |
|        | Saint-Geniez-d'Olt De gueules à trois tours d'argent (di rosso, a tre torri d'argento). |
|        | Saint-Jean-du-Bruel De gueules à Saint Jean de carnation assis sur un rocher d'or, couvert et chevelu d'argent, tenant en sa main senestre une longue croix du même, de laquelle pend un listel voltigeant aussi d'argent chargé de des mots ECCE AGNUS DEI en lettres capitales de sable (di rosso, al San Giovanni di carnagione, seduto su una roccia d'oro, coperto e capelluto d'argento, tenente con la sinistra una croce latina dello stesso, da cui pende un listello volteggiante pure d'argento, caricato dalle parole ECCE AGNUS DEI in lettere maiuscole di nero) |
|        | Saint-Jean-et-Saint-Paul De sinople à deux léopards de gueules (di verde, a due leopardi di rosso) |
|        | Saint-Laurent-d'Olt D'azur à la bande accostée de deux lévriers courant en bande et de douze étoiles ordonnées 6 et 6 en orle près du chef et de la pointe de la bande, le tout d'argent (d'azzurro, alla banda accostata da due levrieri correnti in banda e da dodici stelle ordinate 6 e 6 in orlo presso il capo e la punta della banda, il tutto d'argento) |
|        | Saint-Rome-de-Tarn De gueules au lion d'or (di rosso, al leone d'oro) |
|        | Saint-Sernin-sur-Rance De sinople au château accosté de deux lettres S capitales affrontées, et accompagné de trois étoiles, le tout d'or (di verde, al castello accostato da due lette S maiuscole affrontate, e accompagnate da tre stelle, il tutto d'oro) |
|        | Saint-Victor-et-Melvieu Ecartelé, au premier et au quatrième: d'azur à trois merlettes d'or; au deuxième et au troisième: de sable à une tour d'or; sur le tout un écusson de gueules à une bande cousue d'azur; à la bordure componée d'or et de sable. (inquartato: nel 1º e 4º d'azzurro, a tre merlotti d'oro; nel 2º e 3º di nero, alla torre d'oro; sul tutto di rosso, alla banda cucita d'azzurro; alla bordura composta d'oro e di nero) |
|        | Sainte-Eulalie-de-Cernon De gueules à quatre pals retraits d'or ; au chef d'argent chargé d'une croix pattée de gueules. (di rosso, a quattro pali ritirati in punta d'oro; al capo d'argento, caricato da una croce scorciata e patente di rosso) |
|        | Sainte-Geneviève-sur-Argence D'azur au chevron, accompagné en chef à dextre d'une étoile de six rais, à senestre d'une couronne et en pointe d'une tour, le tout d'or. (d'azzurro, allo scaglione accompagnato in capo da una stella di sei raggi, a sinistra da una corona e in punta da una torre, il tutto d'oro) |
|        | Salles-Curan De sable à la crosse d'or (di nero, al pastorale d'oro) |
|        | La Salvetat-Peyralès De gueules au pairle d'argent chargé d'un écusson d'or à la bande d'azur et aux deux jumelles de sable brochant, accompagné de trois coquilles aussi d'argent; à la bordure crénelée aussi d'or (di rosso, alla pergola d'argento, caricata da uno scudetto d'oro alla banda d'azzurro e due gemelle di nero attraversante, accompagnata da tre conchiglie pur e d'argento; alla bordura merlata pure d'oro) |
|        | Sauveterre-de-Rouergue D'or à la branche de sauge de sinople, au chef d'azur chargé de trois lys du champs. (d'oro, al ramo di salvia di verde; al capo d'azzurro, caricato di tre gigli del campo) |
|        | Sévérac-le-Château D'or aux quatre pals de gueules (d'oro, a quattro pali di rosso) |
|        | Vabres-l'Abbaye D'azur aux trois fleurs de lys d'argent. (d'azzurro, a tre gigli d'argento) |
|        | Vézins-de-Lévézou Écartelé : au premier et au quatrième d'azur au lion d'argent, au deuxième et au troisième de gueules aux trois clefs d'or (inquartato: nel 1º e 4º d'azzurro, al leone d'argento; nel 2º e 3º di rosso, a tre chiavi d'oro) |
|        | Viala-du-Tarn Parti : au premier de gueules aux trois bandes d'or, au second d'argent au chevron soudé d'or ; à la bordure d'azur chargée de huit cloches d'or Le premier est aux armes du monastère Saint-Sernin sous Rodez, le second est à celles de Mme Laroche-Lambert, abbesse, seigneur temporel du lieu. (partito: nel 1º di rosso, a tre bande d'oro; nel 2º d'argento, allo scaglione saldato d'oro; alla bordura d'azzurro, caricata da otto campane d'oro)(nel 1º le armi del monastero Saint-Sernin sotto Rodez, il 2º quelle di Mme Laroche-Lambert, badessa, signore temporale del luogo)                                                                                     |
|        | Villefranche-de-Rouergue De gueules, à un pont de trois arches chargé de deux tours d'argent sur une onde d'azur et surmonté d'une croix de Toulouse; au chef cousu de France (di rosso, al ponte di tre archi caricato da due torri d'argento, sostenuto da un'onda d'azzurro e sormontato dalla croce di Tolosa; al capo cucito di Francia) |
|        | Villeneuve d'Aveyron - (d'azzurro, a cinque losanghe a piombo d'oro ordinate in sbarra) |